# Гренвилл-Баркер, Харли
Харли Гренвилл-Баркер (англ. Harley Granville-Barker; 25 ноября 1877, Лондон, Великобритания— 31 августа 1946, Париж) — британский театральный деятель, драматург, актёр, историк театра, теоретик и театральный режиссёр
.
Один из руководителей театра «Ройал-Корт» (с 1904). Способствовал утверждению на сцене драматургии Б. Шоу и Г.Ибсена.
Теоретические работы направлены против развлекательной драматургии и утверждают принципы критического реализма: «Национальный театр» (1907, совместно с У. Арчером), «Образцовый театр» (1922), «Драматический метод» (1931). Наиболее значительный труд — «Предисловия к Шекспиру» (т. 1—5, 1927—1949).
Его пьесы «Замужество Анны Лит» (1901), «Наследство Войси» (1905), «Растрата» (1907), «Фирма Мадраса» (1910) и «Голос по баллотировке» (1917) — реалистические социально-бытовые драмы.